# Gillian O'Sullivan
Gillian O'Sullivan, irska atletinja, * 21. avgust 1976, Killarney, Irska.
Nastopila je na poletnih olimpijskih igrah leta 2000, kjer je dosegla deseto mesto v hitri hoji na 20 km. Na svetovnih prvenstvih je osvojila naslov podprvakinje leta 2003 v isti disciplini.